# Belonogaster principalis
Belonogaster principalis är en getingart som beskrevs av Richards 1982. Belonogaster principalis ingår i släktet Belonogaster och familjen getingar. Inga underarter finns listade.